# Gabriel Delanne
Gabriel Delanne (Parigi, 23 marzo 1857 – Parigi, 15 febbraio 1926) è stato un parapsicologo, medium e spiritista francese.
Il suo testo fondamentale è Le Phénomène spirite. 

## Biografia

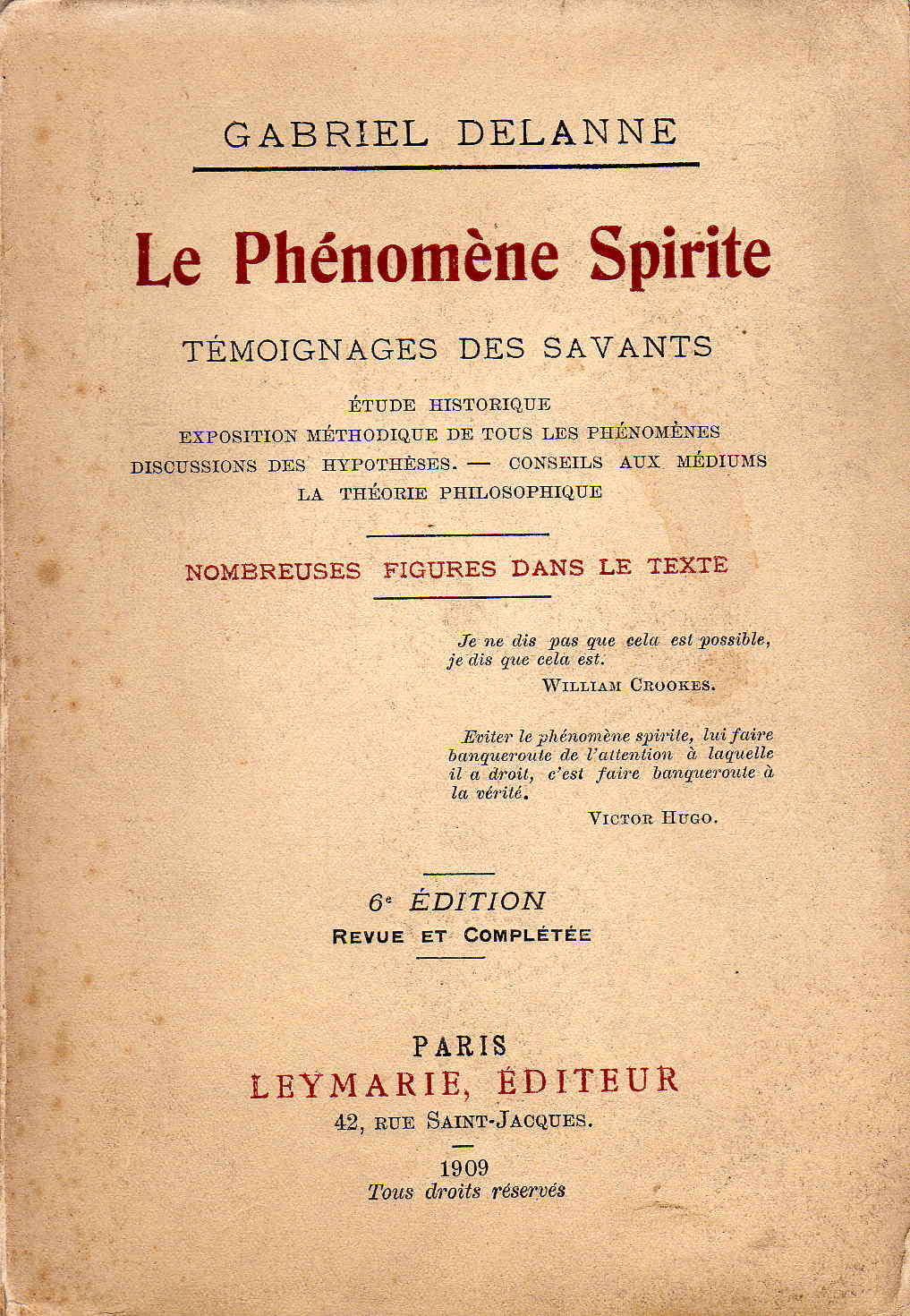
Copertina di Le Phénomène spirite.

Laureatosi in ingegneria elettrica, fu ildirettore del mensile La Revue scientifique et morale du spiritisme, fondatore e primo direttore di Revue Le Spiritisme', organo di stampa dell'associazione Union spirite française (odierno Survie), il cui primo numero apparve a marzo del 1883.
Figlio di Alexander Delanne, l'amico intimo di Allan Kardec, alla morte di quest'ultimo fu l'erede spirituale e uno dei principali continuatori dello spiritismo al fianco di Leon Denis e Camille Flammarion. 

Con Flammarion  e con Ernesto Bozzano un approccio scientifico ai fenomeni psichici. I suoi scritti erano dedicati principalmente alla questione dell'immortalità dell'anima e della reincarnazione.
Delegato del "Comitato Propaganda" nominato dal Congresso degli spiritisti del 1889, partecipò al Congresso Spiritista Internazionale di Londra
Le sue spoglie riposano nella 44ª sezione del Cimitero di Père-Lachaise di Parigi. Due anni dopo la sua morte, sopraggiunta nel '26, il Congresso Spiritista di Londra dichiarò che «lo Spirtismo è una scienza che si fonda su dati scientifici precisi».

## Opere
- Gabriel Delanne, Le Phénomène spirite, témoignage des savants, étude historique, exposition méthodique de tous les phénomènes, discussions des hypothèses, conseils aux médiums, la théorie philosophique (PDF), Parigi, Leymarie, 1909.
- Gabriel Delanne, Les Apparitions matérialisées des vivants et des morts, 2  voll., Parigi, Leymarie,, 1909-1911,  pp. 528 + 842.:
  - Les fantômes de vivants, tomo I
  - Les apparitions des morts , tomo II
- Recherches sur la médiumnité (Paris, BPS, 1923).
- Documents pour servir à l'étude de la réincarnation (Parigi, Vermet, 1985).